# Nässjösjön, Ångermanland
Nässjösjön är en sjö i Örnsköldsviks kommun i Ångermanland och ingår i Moälven-Nätraåns kustområde. Sjön har en area på 0,0965 kvadratkilometer och ligger 52 meter över havet. Sjön avvattnas av vattendraget Utbyån.

## Delavrinningsområde
Nässjösjön ingår i det delavrinningsområde (701425-163898) som SMHI kallar för Utloppet av Nässjösjön. Medelhöjden är 131 meter över havet och ytan är 5,69 kvadratkilometer. Det finns inga avrinningsområden uppströms utan avrinningsområdet är högsta punkten. Avrinningsområdets utflöde Utbyån mynnar i havet. Avrinningsområdet består mestadels av skog (69 procent) och öppen mark (10 procent). Avrinningsområdet har 0,1 kvadratkilometer vattenytor vilket ger det en sjöprocent på 1,7 procent.